# Consejo General de la Psicología de España
El Consejo General de la Psicología de España, también llamado Consejo General de Colegios Oficiales de Psicólogos,  es un organismo creado en 2005 que tiene como finalidad la defensa de la profesión de psicólogo en España, además de promover su carácter científico y buenas prácticas.

## Estructura
El Consejo General de Colegios Oficiales de Psicólogos está constituido por los siguientes órganos y cargos:

### Órganos colegiados
1. La Junta General.
2. La Junta de Gobierno.

### Cargos unipersonales
En su conjunto, constituyen la Junta de Gobierno. Son:
1. El Presidente.
2. Dos Vicepresidentes.
3. El Secretario general.
4. El Tesorero.
5. El Vicesecretario.
6. Un mínimo de 5 vocales.

## Creación
Fue creado por la Ley 7/2005, de 13 de mayo, constituyendo el órgano coordinador y representativo de los demás Colegios Oficiales de Psicólogos y de los Consejos Autonómicos, para desempeñar las funciones que le son propias en los ámbitos nacional e internacional sin detrimento de las funciones de aquellos.
Esas funciones están recogidas en los Estatutos por los que se rige, aprobados por la ORDEN ECI/2461/2006, de 24 de julio.

## Código deontológico
El Consejo incluye en su página web un código ético, el Código Deontológico del Psicólogo, destinado a servir como regla de conducta en el ejercicio profesional de la Psicología en cualquiera de sus modalidades, y de acuerdo con el cual enjuicia el ejercicio de la profesión de los colegiados en caso de conflicto.